# Quand l'heure de la vengeance sonnera
Pour plus de détails, voir Fiche technique et Distribution.
Quand l'heure de la vengeance sonnera (La morte non conta i dollari) est un western spaghetti italien réalisé par Riccardo Freda et sorti en 1967.

## Synopsis
Lawrence Wright retourne dans la ville d'Owel Rock où son père a été tué par Doc Lester. Il retrouve sa sœur Jane qui le supplie de venger la mort de leur père.

## Fiche technique
Sauf indication contraire, les informations mentionnées dans cette section peuvent être confirmées par la base de données cinématographiques IMDb,  présente dans la section « Liens externes ».
- Titre français : Quand l'heure de la vengeance sonnera[1] ou Quand sonnera l'heure de la vengeance[2]
- Titre original : La morte non conta i dollari[3] (litt. « La mort ne compte pas les dollars »)
- Réalisation : Riccardo Freda (sous le nom de « George Lincoln »)
- Réalisation de la seconde équipe : Yves Boisset
- Scénario : Riccardo Freda, Giuseppe Masini d'après Carmen de Prosper Mérimée[4].
- Photographie : Gábor Pogány
- Montage : Anna Amedei
- Musique : Nora Orlandi, Robby Poitevin
- Effets spéciaux : Erasmo Baciucchi
- Costumes : Rosalba Menichelli
- Décors : Piero Filippone
- Production : Enrico Cogliatti Dezza
- Sociétés de production : Cinecidi
- Pays de production :  Italie
- Langue de tournage : italien
- Format : Couleur - 2,35:1 - Son mono - 35 mm
- Durée : 93 minutes (1h33)[3]
- Genre : Western spaghetti
- Dates de sortie :
  - Italie : 21 juillet 1967
  - France : 23 juillet 1969[1]

## Distribution
- Mark Damon : Lawrence White
- Stephen Forsyth : Harry Boyd
- Luciana Gilli : Jane
- Pamela Tudor : Lisbeth
- Luciano Pigozzi (sous le nom de « Alan Collins ») : Le juge Robert Warren
- Nello Pazzafini : Doc Lester
- Ignazio Spalla (sous le nom de « Pedro Sanchez ») : Pablo Rodriguez
- Hardy Reichelt : Le shérif
- Spartaco Conversi : Le père de Lester
- Lidia Biondi : Mme Gilbert
- Aldo Cecconi : Nolan
- Alessandro Gottlieb : Le docteur
- Mariella Palmich : Helen
- Dino Strano : Un des Lester
- Renato Chiantoni
- Francesco Tensi
- Maurizio Tocchi

## Production
Après plusieurs productions hispaniques ou françaises, Freda revient en Italie en collaborant avec le scénariste Giuseppe Masini. Freda indique s'être inspiré pour ce film de Carmen de Prosper Mérimée. Comme sur Coplan ouvre le feu à Mexico, le futur réalisateur Yves Boisset a fait ses armes sur ce film aux côtés de Freda en tant que réalisateur de seconde équipe. Boisset a dit avoir proposé Klaus Kinski pour le premier rôle mais avoir essuyé un refus de la part de la production. Mark Damon a finalement obtenu le rôle principal, ayant déjà joué dans d'autres westerns italiens comme Ringo au pistolet d'or (1966) ou Johnny Yuma (1966).
Le film a été entièrement tourné dans les collines entourant Rome. Dans son autobiographie, Boisset dit que contrairement à l'usage, son rôle n'était pas de tourner des scènes d'action, mais de tourner des scènes « psychologiques », alors que Freda se passionnait pour les scènes d'action. Boisset raconte également le tournage d'une scène de bagarre de saloon où deux films avec Mark Damon et Stephen Forsyth étaient tournés en même temps : « [...] Mark Damon et Stephen Forsyth s'affrontaient au cours d'un combat à poings nus dans la grande tradition de John Ford. Freda avait eu l'idée de faire tracer au milieu du décor une grande ligne blanche. Lorsque Mark et Stephen franchissaient cette ligne, ils cessaient de se battre, échangeaient rapidement blouson et Stetson pour reprendre aussitôt leur pugilat devant les caméras de l'autre film, tandis que tout autour d'eux continuait la bagarre entre cascadeurs ». Forsyth a réagi en disant n'avoir jamais entendu parler de deux films tournés en même temps. Boisset a aussi rapporté la mort d'un cascadeur sur le tournage, ce dont Forsyth ne se rappelle pas non plus. L'historien du cinéma italien Roberto Curti affirme que personne à part Boisset n'a fait référence à cet accident.

## Exploitation
Au générique de Quand l'heure de la vengeance sonnera, la production crédite Freda sous le nom de « George Lincoln ». Freda a déclaré que son film a été « détruit » par les censeurs. « J'ai eu peu de budget et ils ont coupé les scènes les plus violentes... Mais j'insiste, j'ai écrit le scénario. C'était un film cruel. »,. Malgré les propos de Freda, la commission de censure n'a coupé que six secondes du film à sa sortie.
Le film a été distribué dans les salles italiennes par Warner Bros. le 21 juillet 1967. Il enregistre 576 336 entrées et rapporte 151 millions de lires italiennes de recettes au box-office Italie 1966-1967. D'après Curti, le film est passé « quasiment inaperçu » en Italie.